# La Pallice
La Pallice (ook bekend als Grand Port maritime de La Rochelle) is de industriële haven van de stad La Rochelle, Frankrijk. Het is een commerciële haven in diep water, vernoemd naar de Franse filosoof La Pallice. De grote onderzeese basis, gebouwd tijdens de Tweede Wereldoorlog, staat er nog steeds, hoewel hij niet wordt gebruikt.  De haven kan schepen tot 200.000 ton ontvangen. La Pallice is uitgerust met olielosapparatuur en met kranen voor het lossen van tropisch hout. Op dit gebied is het de belangrijkste haven van Frankrijk.  Via deze haven worden veel landbouwproducten geëxporteerd. Op dit gebied is het de op een na belangrijkste haven van het land. Ook is er een droogdok aanwezig. De maximum diepgang voor schepen, die de haven willen aandoen, bedraagt 14 meter. De oppervlakte van het haventerrein is 543 hectare. 
In 2018 geldt de haven "overall" als de zesde in grootte van Frankrijk. 
Het is ook de locatie van de vissersvloot, die van de oude haven verplaatst werd van het centrum van de stad tijdens de jaren 1980.

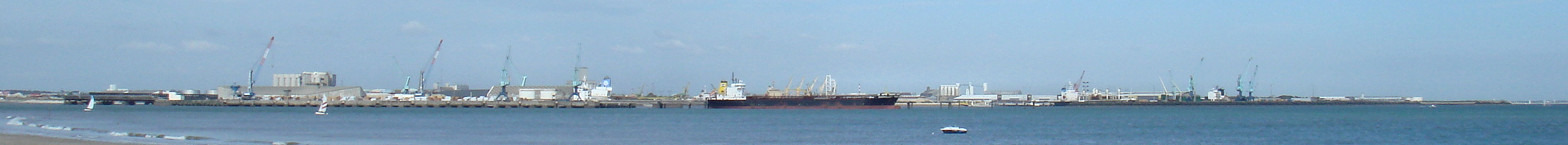
Panorama van La Pallice industriële haven, gezien van Île de Ré